# Нуча, Сара
Сара Нуча (фр. Sarah Noutcha; род. 16 декабря 1999, Страсбург) — французская фехтовальщица на саблях, чемпионка мира 2025 года, четырёхкратная чемпионка Европы, серебряный призёр чемпионата мира. Участница летних Олимпийских игр 2024 года.

## Биография
Сара Нутча родилась 16 декабря 1999 года в Страсбурге.
В 2022 году в Анталии стала чемпионкой Европы в командных соревнованиях саблисток. На чемпионате мира в Каире в том же году заняла второе место в командном турнире в составе Франции.
На летних Олимпийских играх 2024 года в Париже в командном турнире саблисток Нуча фехтовала в составе французской четвёрки. По итогам соревнований Франция заняла четвёртое место.
В 2025 году на чемпионате Европы в Генуе завоевала золотую медаль в индивидуальных соревнованиях саблисток. В финале одолела соперницу из Украины Алину Комащук (15:6). В командном соревновании также стала чемпионкой. В июле на чемпионате мира в Тбилиси в командных соревнованиях завоевала золотую медаль. 